# Madegalatha
Madegalatha é um gênero de traça pertencente à família Arctiidae.